# Asota subsimilis
Asota subsimilis är en fjärilsart som beskrevs av Walker 1864. Asota subsimilis ingår i släktet Asota och familjen nattflyn. Inga underarter finns listade i Catalogue of Life.